# Поляна (гори)
Поля́на (словац. Poľana; 515.23) — гірський масив у Словаччині, частина Західних Карпат.
Масив розташований між долиною річки Грон на півночі та масивом Явор'є на півдні. Найвища точка — гора Поляна (1458 м).
Геоморфологічно поділений на дві частини:
- Висока Поляна (Vysoká Poľana),
- Детванске предгор'я (Detvianske predhorie).

1990 року масив Поляна став заповідником ЮНЕСКО.

## Гідрографія
- Бистрий потік[1].
- Гукава[2]
- Єлшовий потік[3]
- Кривець[4]
- Немецка[5]
- Рєчка[6]
- Скалиця[7]